# Mozartkugel

Porównanie pralinek różnych producentów

Mozartkugel (z niem. kula Mozarta) – czekoladki w kształcie kuli, stworzone przez cukiernika Paula Fürsta w Salzburgu w 1890 roku i nazwane na cześć Wolfganga Amadeusa Mozarta jego nazwiskiem.
Początkowo nazywane były Mozartbonbon (cukierki Mozarta). Jedynie cukiernia Fürst sprzedaje oryginalne czekoladki, wszystkie inne są ich naśladownictwem.

## Skład

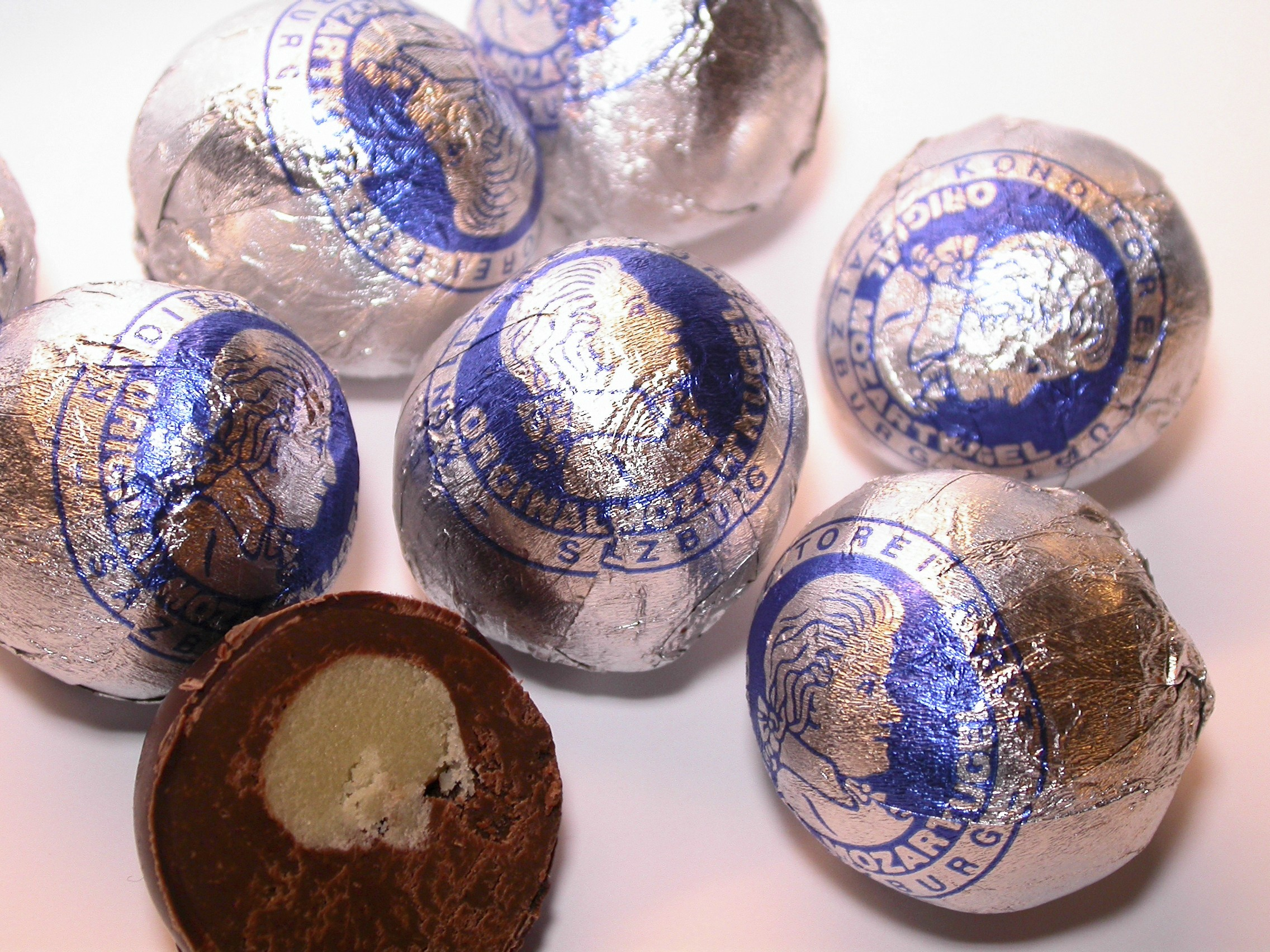
Oryginalne Mozartkugel

- czekolada,
- mleko,
- cukier,
- marcepan,
- nugat,
- orzech laskowy.